# Keraban il testardo
Keraban il testardo (Kéraban-le-Têtu) è un romanzo di avventura di Jules Verne pubblicato nel 1883, facente parte della collana dei Viaggi straordinari (Voyages extraordinaires).

## Trama
Il mercante turco, ricco perlomeno quant'è bizzarro e testardo, si rifiuta di pagare il nuovo irrisorio pedaggio imposto a chi vuole attraversare il Bosforo da Scutari a Costantinopoli, o viceversa. Così per recarsi dalla piazza del Top-Hané di Costantinopoli alla sua casa di Scutari (mezz'ora di traversata), decide di compiere il periplo del Mar Nero insieme ad un amico e a un fedele servitore. Durante il percorso i tre saranno coinvolti in una serie di strane avventure.

## Edizioni
- Keraban l'ostinato, Milano, Sonzogno, 1897.
- Il testardo Keraban, traduzione di Deda Pini, Bologna, Capitol, 1960.
- L'ostinato signor Keraban, traduzione di Tito Ranieri, Biblioteca degli anni verdi, Milano, Mondadori, 1967.
- Keraban il testardo, traduzione di Barbara Mirò, Collana Corticelli-Hetzel n.129, Milano, Mursia, 1972.